# Жених напрокат (фильм, 2005)
«Жени́х напрока́т» (англ. The Wedding Date) — комедийная мелодрама режиссёра Клер Килнер, снятая в 2004 году.
Первый показ фильма состоялся на Каннском кинофестивале в 2004 году. Мировая премьера 4 февраля 2005 года. В России фильм вышел в прокат 3 марта 2005 года.
Слоган фильма — «Любовь не приходит бесплатно…»

## Сюжет
Кэт Элис — служащая авиакомпании Virgin Airlines, работающая в Нью-Йорке, получает приглашение на свадьбу от своей младшей сестры, живущей в Лондоне. К несчастью, шафером на этой свадьбе будет её бывший жених, который когда-то бросил её без объяснения причин. Чтобы произвести на него и окружающих впечатление, Кэт обращается в службу эскорта и нанимает идеального во всех отношениях мужчину — Ника. Он должен блестяще исполнить роль её нового жениха, с которым у неё страстный роман. Но постепенно отношения Кэт и Ника выходят за рамки «деловых» и становятся более важными для них двоих…

## В ролях
- Дебра Мессинг — Кэт Эллис
- Дермот Малруни — Ник Мёрсер
- Эми Адамс — Эми Эллис
- Джек Дэвенпорт — Эдвард Флэтчер-Лутен
- Сара Пэриш — ТиДжей
- Джереми Шеффилд[англ.] — Джеффри
- Питер Иган — Виктор Эллис
- Холланд Тейлор — Бонни Эллис
- Джоулин Джеймс — Вуди
- С. Джерод Харрис — Мессенджер
- Мартин Баррет — Подросток
- Джэй Симон — Муж бортпроводницы
- Даниэль Льюис — Мадам Претти
- Ивана Хорват — Девочка Смиттен
- Линда Добелл — Соня

## Интересные факты
В титрах сообщается, что фильм снят по книге Элизабет Янг «Неприятности по заказу». Но этой книги на самом деле не существует. Основой для фильма послужил сценарий, написанный Элизабет Янг ещё в 1956 году.

## Кассовые сборы
За первый день проката фильма в США кассовые сборы составили 4 226 530 долларов. Всего же за 52 дня показа в кинотеатрах США фильм собрал 31 726 995 долларов.
В мире мелодрама собрала 47 175 038 долларов США.

## Саундтрек
В фильме звучали песни:
- John Arkell & Ray Charles — «Serenade For Lovers»
- John Arkell — «Moonlight Waltz»
- Terry Day — «Grosvenor House»
- Alphaville — «Forever Young»
- Michael Melvoin — «King’s Road»
- Dick Walter — «The Lavender Room»
- Dave Rogers & Paul Shaw — «Lovedance»
- The Corrs — «Breathless»
- Texas — «When We Are Together»
- Air Supply — «All Out Of Love»
- The Chiffons — «One Fine Day»
- KC & The Sunshine Band — «Boogie Shoes»
- Amy Ward — «I Want You To Dance With Me»
- James Brown — «I Got The Feeling»
- Maroon 5 — «Secret»
- Michael Bublé — «Sway»
- Michael Bublé — «Home»
- Michael Bublé — «Save The Last Dance for Me»
- Trik Turner — «Friends & Family»
- Andy Williams — «Moon River»
- The Cure — «Let’s Go To Bed»